# 납세자의 날
납세자의 날은 국세청이 설립된 것을 기념하고 납세 의무를 지도·계몽하기 위하여 제정한 날이다. 1973년 3월 24일 세금의 날과 관세의 날을 합쳐 제정하였으며, 해마다 3월 3일에 각종 기념행사를 거행한다. 주요 기념행사로는 세금을 성실하게 납부한 사람이나 세무행정에 협조한 사람 등에게 포상을 실시한다.